# NGC 3504
NGC 3504 (również PGC 33371 lub UGC 6118) – galaktyka spiralna z poprzeczką (SBab), znajdująca się w gwiazdozbiorze Małego Lwa. Odkrył ją William Herschel 11 kwietnia 1785 roku.
W galaktyce tej zaobserwowano supernowe SN 1998cf i SN 2001ac.